# الدوري الكاميروني الممتاز 2008–09
الدوري الكاميروني الممتاز 2008–09 (بالإنجليزية: 2008–09 Elite One)‏ هو الموسم 49 من الدوري الكاميروني الممتاز. أقيم خلال الفترة 29 أكتوبر 2008 وحتى 10 يونيو 2009، وأشرف على تنظيمه اتحاد الكاميرون لكرة القدم، وكان عدد الأندية المشاركة فيه 14، وفاز فيه Tiko United ‏.